# سزار مینیو
سزار مینیو (انگلیسی: César Miño؛ زادهٔ ۳۱ مهٔ ۲۰۰۷) بازیکن فوتبال اهل پاراگوئه است که در حال حاضر برای باشگاه فوتبال گوارانی بازی می‌کند. 
وی همچنین در تیم ملی فوتبال زیر ۱۷ سال پاراگوئه بازی کرده است.

## دوران باشگاهی
سزار مینو در ۴ ژوئیه ۲۰۲۲ اولین بازی حرفه‌ای خود را برای گوارانی در پاراگوئه انجام داد و به جای آلن پریرا در باخت ۲–۰ مقابل باشگاه فوتبال الیمپیا به میدان رفت. در حالی که در مسابقات لیگ برتر پاراگوئه به طور منظم روی نیمکت نشسته بود، او عمدتاً با تیم ذخیره بازی کرد و ثابت کرد که گلزن پربازدهی است.

## دوران ملی
مینیو بازیکن تیم ملی فوتبال زیر ۱۷ سال پاراگوئه بوده است. او بخشی از تیمی بود که در قهرمانی ۲۰۲۳ آمریکای جنوبی شرکت کرد، هرچند که بیش یک سال از اکثر هم‌تیمی‌هایش جوان‌تر بود.